# نشانه کلی‌بروک
نشانهٔ کِـلِـی‌بروک (انگلیسی: Claybrook sign) یک نشانهٔ بالینی است که در آن صداهای قلبی و صداهای ریوی را هنگام معاینه می‌توان در دیواره شکم شنید. این علامت در افرادی که دچار پارگی یکی از احشاء شکم هستند، یافت می‌شود. نشانهٔ کِـلِـی‌بروک نامش را از ادوین کِـلِـی‌بروک می‌گیرد.